# مقررات
مقررات (انگلیسی: Regulation)، مقررات مدیریت سیستم‌های پیچیده بر پایهٔ مجموعه‌ای از قوانین و روندها است. در نظریه سامانه‌ها، این گونه قواعد در زمینه‌های مختلف زیست‌شناسی و جامعه وجود دارد، اما این واژه با توجه به زمینهٔ مورد گفتگو، مفاهیم کمی متفاوتی می‌دارد. مثلا:
- در زیست‌شناسی، تنظیم ژن و تنظیم متابولیک به موجودات زنده امکان می‌دهد تا با محیط خود سازگار شوند و به هم‌ایستایی ادامه دهند.
- در دولت، معمولاً مقررات به معنای مقررات قانون تفویض شدهاست که توسط کارشناسان موضوع برای اجرای قوانین اولیه تهیه می‌شود.فنفجلنع
- در کسب‌وکار (بازرگانی)، خودتنظیمی در صنعت از طریق سازمان‌های خودتنظیمی و انجمن‌های تجاری صورت می‌گیرد که به صنایع اجازه می‌دهد قوانینی را با دخالت کمتر دولت تنظیم و اجرا کنند؛ و
- در روانشناسی، نظریه خودتنظیمی مطالعه چگونگی تنظیم افکار و رفتار افراد برای رسیدن به هدف‌ها است.